# Naverstad-Mo församling
Naverstad-Mo församling är en församling i Norra Bohusläns kontrakt i Göteborgs stift. Församlingen ligger i Tanums kommun i Västra Götalands län och ingår i Tanums pastorat.

## Administrativ historik
Församlingen bildades 2002 genom en sammanslagning av församlingarna Naverstad och Mo. Dessa bägge församlingar hade tidigare utgjort Naverstads pastorat, men i samband med sammanslagningen uppgick den nya församlingen i Tanums pastorat.

## Kyrkobyggnader
- Naverstads kyrka
- Mo kyrka
- Fagerhults kapell

### Fotnoter
1. ↑  Stift, kontrakt och pastorat i nummerordning med ingående församlingar 2020-01-01, SCB, läs online.[källa från Wikidata]
2. 1 2  Medlemmar i Svenska kyrkan i förhållande till folkmängd den 31.12.2019 per församling, kommun och län samt riket, Svenska kyrkan, läs online.[källa från Wikidata]
3. ↑  ”Församlingar”. Statistiska centralbyrån. https://www.scb.se/hitta-statistik/regional-statistik-och-kartor/regionala-indelningar/forsamlingar/. Läst 30 december 2022.